# Мерван Рім
Мерван Рім  (фр. Mourad Merwan Rim) — французький співак і актор алжирського походження.